# Codi Internacional de Nomenclatura Zoològica
El Codi Internacional de Nomenclatura Zoològica (en anglès, International Code of Zoological Nomenclature) (conegut per les seves sigles en anglès: ICZN) té com a propòsit fonamental proporcionar la màxima universalitat i continuïtat als noms científics dels animals, sempre respectant la llibertat dels científics per classificar els animals segons els seus criteris taxonòmics (ICZN, 1999). El Codi reglamenta els noms dels tàxons d'animals (Animalia) i d'altres clades d'eucariotes tradicionalment considerats "protozous".
El Codi consta d' "Articles", que són obligatoris, i de "Recomanacions".
- Els "Articles" es van dissenyar per permetre als zoòlegs arribar als noms dels tàxons adequats en circumstàncies taxonòmiques concretes. L'ús del Codi permet a un zoòleg determinar el nom vàlid de qualsevol tàxon al qual pertanyi un animal, en qualsevol categoria de les jerarquies d'espècie, gènere i família (incloent subespècie, subgènere i categories del nivell família tals com a subfamília i tribu). El Codi no regula totalment els noms dels tàxons per sobre del nivell família (ordre, classe, embrancament) i no proporciona regles per a un ús per sota de la categoria de subespècie (varietat, aberració, natio, etc.), ja que manquen d'entitat taxonòmica.

## Antecedents històrics
La necessitat de l'existència d'un Codi Internacional de Nomenclatura Zoològica acceptat internacionalment és conseqüència de la confusió de noms que va tenir lloc en la literatura zoològica a partir de Carl von Linné i especialment durant el segle xix, en part a causa del "principi d'autoritat", pel qual el nom vàlid d'una espècie era el que li atribuïa el millor especialista en el grup biològic corresponent.
El caos en la nomenclatura va assolir una dimensió tan gran que l'any 1842 el paleontòleg anglès Hugh Edwin Strickland va promoure la formació d'un comitè d'experts per crear un codi de regles que regulessin la nomenclatura zoològica, amb membres tan il·lustres com Charles Darwin o Richard Owen. Aquest primer embrió del Codi Internacional de Nomenclatura Zoològica, aparegut el 1843, es coneix com a Codi de Strickland.
A aquest primer codi van seguir-ne d'altres, dins i fora de la Gran Bretanya. En el moment de la celebració del 3r. Congrés Internacional de Zoologia (Leiden, 1895) existien tres conjunts de regles sobre nomenclatura en ús, parcialment incompatibles. En aquest congrés es va plantejar la necessitat d'un consens i va néixer la Comissió Internacional de Nomenclatura Zoològica per tal de reunir en un únic codi trilingüe unes regles de nomenclatura acceptables per a tots els zoòlegs. El resultat dels seus treballs es van publicar, després de nombroses vicissituds, l'any 1905 amb el títol de Regles Internacionals, sent el primer Codi Internacional de Nomenclatura Zoològica.
El 1961 es va publicar la segona edició del Codi i el 1985 la tercera edició. En l'actualitat la nomenclatura zoològica es regeix per la quarta edició del Codi, publicada el 1999 i que va entrar en vigor l'1 de gener del 2000, i del que hi ha, per primera vegada, una versió en castellà.

## Nomenclatura i taxonomia
La Taxonomia és la part de la Sistemàtica que s'ocupa de l'ordenació dels organismes en diferents grups anomenats tàxons. La part de la taxonomia en la qual es regula l'adjudicació precisa i inequívoca dels noms assignats als diferents tàxons és la que es denomina Nomenclatura.
La unitat bàsica de la classificació és l'espècie. El conjunt d'espècies amb certes característiques comunes s'agrupen en una categoria taxonòmica de major jerarquia denominada gènere. El conjunt de gèneres amb característiques similars s'agrupa en una categoria taxonòmica de rang superior denominada tribu. El conjunt de tribus semblants s'agrupen en una mateixa família. Al seu torn, les famílies s'agrupen en ordres, aquests en classes i, al seu torn, les classes en embrancaments, troncs i altres tipus d'organització.
Segons les necessitats de classificació poden intercalar-se altres categories que usen els prefixos super- (superfamília, superclasse), sub- (subordre, subespècie) o infra- (infraclasse, infraordre).

## Noms científics
El Codi estableix normes que afecten els nivells d'espècie, gènere i família. El nivell espècie inclou tots els tàxons nominals de les categoria espècie i subespècie (Art. 45.1); el nivell gènere inclou tots els tàxons nominals de les categories gènere i subgènere (Art. 42.1); el nivell família inclou tots els tàxons nominals de les categories superfamília, família, tribu, subtribu, i qualsevol altra categoria per sota de superfamília i per sobre de gènere que es desitgi (Art. 35.1).
Per als nivells superiors existeixen diferències segons les diferents escoles o països. Els nivells per sota de subespècie no són previstos pel Codi, ja que el fet de proporcionar noms científics a qualsevol variació fenotípica, pràctica freqüent en alguns grups com, per exemple, els lepidòpters o els coleòpters, es considera de nul·la utilitat científica.
Les normes establertes pel Codi han de ser assumides i respectades per tots els zoòlegs, constituint una cosa semblant a una gramàtica que permeti a tots parlar un mateix llenguatge científic universal.
La nomenclatura zoològica requereix que els noms científics, independentment del seu origen lingüístic, se'ls assigni un nom en llatí, per al qual s'usen les 26 lletres de l'alfabet llatí (incloent j, k, w, i) i les normes gramaticals d'aquesta llengua. No poden usar-se signes diacrítics (accents, dièresi, titlles, etc.). Per tant, la "ñ" espanyola s'ha de transformar en "n" i en els dígrafs "ni", "ny" o "gn", si es vol conservar el so.

### Noms uninomials
Els noms dels nivells família i gènere són "uninomials", és a dir, consten d'una única paraula.

#### Noms del nivell de família
Els noms del nivell de família són plurals, han de començar sempre amb majúscula i han de presentar acabaments concrets per a cada categoria, que són obligatoris i específics d'elles, perquè resulti fàcil reconèixer a quina categoria taxonòmica pertanyen. Els acabaments de les categories del nivell família són:
| Categoria    | Terminació | En català | Exemples                 |
| ------------ | ---------- | --------- | ------------------------ |
| Superfamília | -oidea     | -oïdeus   | Hominoidea (hominoïdeus) |
| Família      | -idae      | -ids      | Hominidae (homínids)     |
| Subfamília   | -inae      | -ins      | Homininae (hominins)     |
| Tribu        | -ini       | -inis     | Hominini (homininis)     |
| Subtribu     | -ina       | -ine(?)   | Hominina (hominines)     |

Si un autor, per conveniència, utilitza una altra categoria intercalada, és lliure d'utilitzar l'acabament llatí que desitgi, i pot ser diferent dels obligats. És freqüent utilitzar, per exemple l'acabament -itae per a les supertribus.
Els noms del nivell de família s'han de formar obligatòriament sobre l'arrel del genitiu d'un nom del nivell del gènere considerat vàlid i comprès en el tàxon al que fa referència. Així, si s'agafa com a exemple el gènere Homo, el genitiu del qual és Hominis, l'arrel del qual és Homin-, es formen tots els noms del nivell de família observats anteriorment (Homin-idae, Homin-inae, etc.). Els noms Homidae, Hominae, etc., formats sobre el nominatiu seria incorrectes.

#### Noms del nivell de gènere
Els noms de nivell gènere són substantius en singular de dues o més lletres. Han d'estar adscrits a un dels gèneres gramaticals llatins (masculí, femení o neutre) i han d'escriure's sempre en un tipus de lletra diferent del text normal en el qual es troben, generalment en lletra cursiva.
El gènere ha de tenir associada almenys una espècie, el nom de la qual haurà de concordar amb el mateix gènere gramatical. El gènere gramatical és el que donen els diccionaris de llatí i grec clàssics. És convenient consultar aquests diccionaris i no fiar-se de les aparences; així, Felis és femení (i per això el nom és Felis marginata i no marginatus, que seria en masculí), Lepisma és neutre i Sitona és masculí.
Els noms subgenèrics s'escriuen entre parèntesis, intercalats entre el nom del gènere i el de l'espècie. Així, a Buprestis (Yamina) sanguinea, Buprestis és el gènere, Yamina és el subgènere i sanguinea és l'espècie. Observeu que s'usa sempre lletra cursiva quan s'escriu un nom científic.

### Noms binomials i trinomials
Els noms dels tàxons del nivell d'espècie són binominals per a l'espècie i trinominals per a la subespècie, és a dir, formats per dues i tres paraules respectivament.
Per als noms de les espècies, de les dues paraules citades, la primera correspon al nom del gènere al qual pertany i s'escriu sempre amb la inicial en majúscula; la segona paraula és el nom específic i ha d'escriure's totalment en minúscula i ha de concordar gramaticalment amb el nom genèric. Així, a Mantis religiosa, Mantis és el nom genèric, religiosa el nom específic i el binomi Mantis religiosa és el "nom científic", atorgat a certa espècie d'insecte de l'ordre Mantodea.
En el nom científic assignat a les espècies, el nom específic mai no ha d'anar aïllat del genèric, ja que no té una identitat pròpia i pot coincidir amb els d'espècies diferents. Si s'ha citat prèviament el nom complet i no hi ha cap dubte pel que fa al gènere, el nom del gènere pot abreujar-se amb la seva inicial (M. religiosa).
Si una espècie presenta dos o més subespècies, es formarà un trinomi. Per exemple, Felis silvestris presenta nombroses subespècies, entre elles Felis silvestris silvestris, el gat salvatge i Felis silvestris catus, el gat domèstic. Noteu que si ens referim en concret al gat fer, hem d'utilitzar el trinomi Felis silvestris silvestris, que significa Felis silvestris, subespècie silvestris, per la qual cosa repetir la paraula silvestris no és una redundància.
Quan es fa referència a un tàxon del nivell d'espècie es recomana indicar, després del binomi o el trinomi, el nom de l'autor (sense abreujar) que la va descriure i l'any de la seva publicació, ambdós separats per una coma. Per exemple, Sparedrus lencinae Vázquez, 1988.
Si el descriptor d'una espècie la va col·locar en un gènere diferent de l'assignat actualment, el seu nom i la data han d'anar entre parèntesis. Així, el nom científic de la tórtora comuna s'ha d'escriure Streptopelia turtur (Carl von Linné, 1758); amb aquest parèntesi s'indica que l'espècie citada no va ser originalment descrita dins del gènere Streptopelia, sinó que Carl von Linné la va incloure en el gènere Columba.

## Principi de prioritat i sinonímia
Amb freqüència un mateix tàxon té més d'un nom, i això pot crear confusió entre la comunitat científica. El "Principi d'autoritat" utilitzat abans de l'aparició del Codi Internacional de Nomenclatura Zoològica va contribuir a la proliferació de noms, i a l'ús interessat d'aquests, per partidaris d'un o altre zoòleg.
Després de l'aparició del Codi, tots els noms científics es regeixen pel "Principi de prioritat". Segons el mateix, el nom vàlid d'un tàxon és el nom més antic. Tots els altres noms d'aquest tàxon es consideren sinònims.

## Homonímia
Si dos tàxons del mateix nivell tenen el mateix nom són homònims. En tots els casos s'ha d'aplicar el "Principi de prioritat" que atorga validesa al nom descrit en primer lloc respecte als descrits posteriorment. La diferència en una lletra és suficient per desfer l'homonímia (calidus que significa "càlid" en llatí i callidus que significa "hàbil", no són homònims).
Pel que fa al nivell de gènere, cal tenir en compte que inclou les categories taxonòmiques de gènere i subgènere i, per tant, els noms d'ambdues categories poden caure en homonímia.
Per exemple, Carl von Linné (1758) va denominar Bubo a un gènere d'aus de la família Strigidae; més tard, Rambur (1842) va descriure el gènere Bubo, un gènere d'insectes de la família Ascalaphidae. Ambdós noms són del nivell del gènere i entren en homonímia. McLachlan (1898) va detectar l'homonímia i va crear el gènere Bubopsis per substituir el nom més recent, el de Rambur; per tant, el nom vàlid per a aquest gènere d'insectes és Bubopsis McLachlan, 1898.
En definitiva, no poden existir dos nom genèrics iguals en tot el regne animal. Per tant, un zoòleg que descrigui un gènere nou per a la ciència s'ha d'assegurar que el nom que selecciona no existeix. És, per tant, relativament fàcil caure en l'homonomia. Una eina útil referent a això és el Nomenclàtor Zoologicus on line, que recull més de 340.000 noms del nivell de gènere (gèneres i subgèneres) del Regne Animal; també és d'obligada consulta Zoobank.
Pel que es refereix al nivell espècie, el sistema és el mateix, però poden donar-se casos més complexos en els quals es doni homonímia i sinonímia alhora. Per exemple, la mosca blava comuna s'ha denominat durant molt de temps Calliphora erytrocephala (Meigen, 1826) i amb aquest nom s'han publicat la majoria de treballs sobre fisiologia d'aquesta espècie i especialment alguns de molt importants sobre la seva metamorfosi.
De fet, Meigen va descriure la seva espècie sota el nom genèric de Musca, usat en un sentit ampli. Però De Geer havia descrit amb anteriorat (1776) una Musca erytrocephala diferent de la mosca blava comuna. Dues espècies diferents tenien, doncs, el mateix nom (homònims) i el "Principi de prioritat" obligava que el nom més recent fos canviat. El nom de Meigen, encara que avui estigui en un altre gènere diferent del gènere Musca, havia de ser rebutjat. En aquests casos, o es crea un nom nou o s'utilitza el sinònim més antic de l'espècie en qüestió.
Si Calliphora erytrocephala (Meigen, 1826) no hagués tingut sinònims més recents, el primer especialista que hagués constatat l'homonímia hauria pogut rebatejar-la amb un nom escollit per ell, per exemple, Calliphora meigeni o Calliphora rubrocapitata. Però Robineau-Desvoidy havia descrit el 1830 una Musca vicina que realment era la mateixa espècie que la de Meigen (la mosca blava comuna). Per tant, la situació era la següent:
- 1776: Musca erytrocephala De Geer (no mosca blava)
- 1826: Musca erytrocephala Meigen (mosca blava)
- 1830: Musca vicina Robineau-Desvoidy (mosca blava)

El nom de Meigen havia de ser rebutjat, segons el Codi, i reemplaçat pel primer sinònim vàlid, el de Robineau-Desvoidy:
- Calliphora vicina (Robineau-Desvoidy, 1830)

= Musca erytrocephala Meigen, 1826 (non De Geer, 1776).
Un altre exemple és quan l'any 1777 Johann Reinhold Forster va publicar el nom Equidna per un gènere de murènids. Això va implicar un conflicte quan l'any 1797 Georges Cuvier va proposar utilitzar el nom Equidna pels "menjadors de formigues espinosos". Més tard, l'any 1811, Johann Karl Wilhelm Illiger va publicar el nom Tachyglossus, com a nom de substitució, o nomen novum, per les equidnes, el qual també és considerat un nom vàlid.

## Tipus
Segons el Codi Internacional de Nomenclatura Zoològica qualsevol tàxon de nivell d'espècie ha de tenir almenys un exemplar que serveixi com a element de referència i comparació per a altres zoòlegs, que serà el tipus o exemplar típic de l'espècie o subespècie. El conjunt d'exemplars sobre la qual es basa la descripció original del tàxon es diu "sèrie tipus" o sèrie típica. Els tipus poden ser exemplars de qualsevol sexe o fase de desenvolupament (ou, larva, adult), complets o parcials, fòssils o no, i fins al 1930 una mostra de l'animal (fòssil o no), com una brànquia o un rastre (icnofòssil).
El Codi reconeix els següents tipus:
- Sintipus. Tots els exemplars de la sèrie tipus.
- Holotipus. Un exemplar únic, elegit entre els sintips existents i designat explícitament.
- Al·lotipus. Espècimen designat des de la sèrie tipus que és del sexe oposat a l'holotip.
- Paratipus. La resta d'exemplars de la sèrie tipus, exclòs l'holotip.
- Lectotipus. Si l'autor de la descripció original no va escollir un holotip (pràctica comuna fins a mitjans dels anys 40 o 50 del segle xx, qualsevol autor posterior ha de designar explícitament d'entre els sintipus un exemplar únic que es converteix en l'exemplar típic de l'espècie, i que rep el nom de Lectotip. Equival a l'holotip quan no hi va haver designació original.
- Paralectotipus. La resta d'exemplars de la sèrie tipus, exclòs el lectotip. Equivalen als paratips quan no hi va haver designació original.
- Neotipus. Un únic exemplar, designat explícitament que substitueix a l'holotip, el lectotip o els sintips perduts. No tenen validesa les designacions de neotips per a tàxons àmpliament coneguts i sense problemes taxonòmics que les justifiquin.

Tots els tipus han de retolar-se adequadament amb una etiqueta conspícua i custodiar-se de forma especial per les persones o institucions que els emparin, fent possible l'estudi a tots els zoòlegs, ja que forma part del patrimoni de la Zoologia.